# Wolfgang Jakob Sulzer

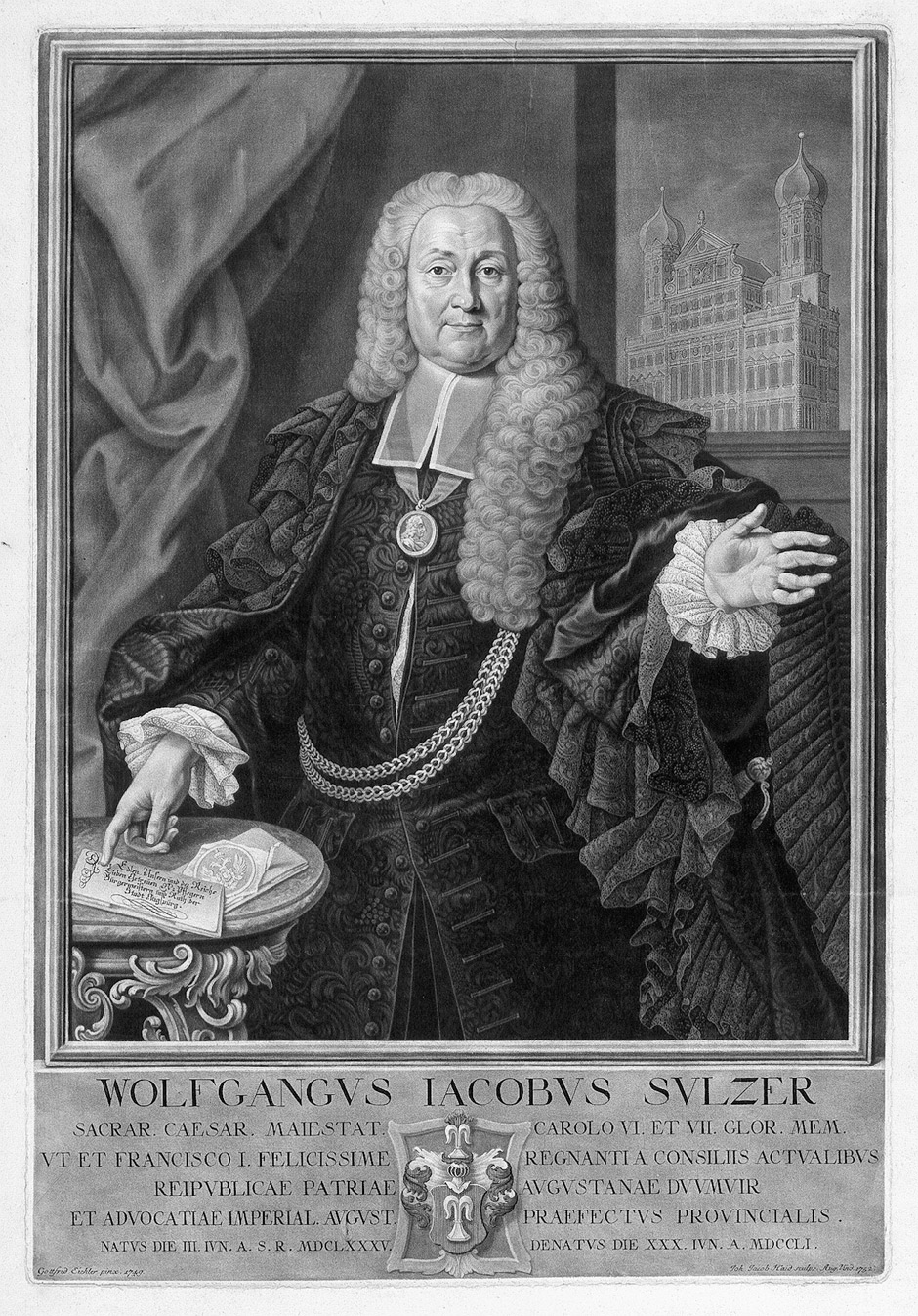
Wolfgang Jakob Sulzer

Wolfgang Jakob Sulzer (* 3. Juni 1685 in Augsburg; † 30. Juni 1751 ebenda) war ein deutscher Politiker und Jurist. Er war Reichslandvogt, Wirklicher kaiserlicher Rat und von 1739 bis 1751 Stadtpfleger von Augsburg. 

## Geschichte
Er stammte aus dem alten Augsburger Patriziergeschlecht Sulzer. Seine Eltern waren Wolfgang Jakob Sulzer (1654–1734) und dessen Ehefrau Anna Juliana geb. von Stetten (1659–1728). Nach einer Studienreise durch Europa wurde er 1712 Stadtgerichtsassessor, 1717 Senator, 1719 Proviantmeister und 1729 Steuermeister. 1731 bis 1735 wählte man ihn in den Geheimen Rat. Zuletzt bekleidete er seit 1739 das Amt des Stadtpflegers bzw. Bürgermeisters von Augsburg. Des Weiteren fungierte er als evangelischen Hospitalpfleger, Wirklicher Rat Kaiser Karl VI., Karl VII. und Franz I. Stephan sowie Reichslandvogt. In seinem Testament verfügte er die Gründung einer Armenstiftung für Bedürftige evangelische Augsburger Bürger. Sein einziger Enkelsohn Wolfgang Leonhard Amman verfasste über seinen Großvater einen Nachruf, der 1751 zum Druck gegeben wurde.

## Familie
Wolfgang Jakob Sulzer heiratete in erster Ehe am 28. Juni 1717 Elisabeth Magdalena von Schnurbein (1699–1728) und in zweiter Ehe am 9. Juni 1732 Anna Barbara von Stetten (1706–1784). Seine Kinder waren:
1. Sabina Juliana Magdalena (* 1720), ⚭ 1740 Sigmund Jakob Amman
2. Wolfgang Jakob (* 1723), ⚭ 1751 Regina Barbara Amman
3. Anna Euphrosina (* 1725), ⚭ 1751 Gottfried Amman
4. Johann Hieronymus (1733–1772), ⚭ 1762 Auguste Barbara von Gollen
5. Maria Barbara (* 1734)
6. Maria Jakobina (* 1742), ⚭ 1761 Johann Christoph von Rauner